# Джойнер-Керси, Джеки
Жакли́н (Джеки) Джо́йнер-Ке́рси (англ. Jacqueline "Jackie" Joyner-Kersee; род. 3 марта 1962, Ист-Сент-Луис, Иллинойс) — американская легкоатлетка, специализировавшаяся в прыжках в длину, семиборье и спринте. В семиборье — двукратная олимпийская чемпионка, двукратная чемпионка мира, четырёхкратная чемпионка Игр доброй воли. В прыжках в длину — олимпийская чемпионка 1988 года, двукратная чемпионка мира, чемпионка Панамериканских игр 1987 года. Установила пять мировых рекордов: четыре в семиборье (в период с 1986 по 1988 год, последний — 7291 очко — остаётся непобитым) и один в прыжках в длину (1987, 7,45 м, повторение действующего). Остаются также непобитыми олимпийский рекорд в прыжках в длину (7,40 м) и национальные рекорды в прыжках в длину и беге на 50 м с барьерами (7,49 м и 6,67 с соответственно).
Джойнер-Керси — обладательница многочисленных наград и званий, полученных в ходе и по завершении карьеры. Двукратная обладательница награды Джесси Оуэнса как лучшая легкоатлетка США, обладательница приза Джеймса Салливана как лучший спортсмен-любитель США (1986), лучшая спортсменка 1987 года по версии «Ассошиэйтед Пресс», член Зала славы IAAF (2012), величайшая легкоатлетка XX века по версии газеты Sports Illustrated. Со времени выступлений активно занимается благотворительностью.

## Биография
Жаклин Джойнер родилась 3 марта 1962 года в Ист-Сент-Луисе, штат Иллинойс. Своё имя она получила в честь Жаклин (Джеки) Кеннеди. К этому времени в семье Альфреда и Мэри Рут Джойнер уже был один ребёнок — сын Эл (Альфред-младший), родившийся двумя годами раньше, — а к 1964 году родились ещё двое. Родители Джеки поженились рано, и её отец окончил школу уже после её рождения. Позже он работал на сборочном конвейере на заводе McDonnell Douglas, а затем в железнодорожной компании в Спрингфилде. Мэри Джойнер работала медсестрой, и их общей зарплаты с трудом хватало, чтобы прокормить четырёх детей. Джеки и остальные дети воспитывались в строгости (спортсменка в автобиографии вспоминает, что установленными в доме правилами поведения «можно было заполнить целую книгу»), хотя мать готова была защищать её от школьных учителей.
В 1981 году, когда Джеки уже училась в университете, её мать заболела редкой формой менингита и впала в кому. Когда врачи диагностировали у 37-летней Мэри смерть мозга, Эл и Джеки были вынуждены принять решение о её отключении от системы жизнеобеспечения, поскольку Альфред по закону не имел права это сделать: в это время они с Мэри находились в процессе разводa.
Старший брат Джеки, Эл Джойнер, также стал известным спортсменом и выиграл Олимпийские игры 1988 года в тройном прыжке. Эл был женат на трёхкратной олимпийской чемпионке Флоренс Гриффит-Джойнер (1959—1998). Сама Джеки 11 января 1986 года вышла замуж за своего тренера Боба Керси и после установления первого мирового рекорда в июле того же года выступала под двойной фамилией. Этот брак остался бездетным.
В годы спортивной карьеры начала заниматься благотворительной деятельностью и в 1988 году основала Фонд Джеки Джойнер-Керси, целью которого было предоставление молодёжи и взрослым возможностей для улучшения условий их жизни. К 2000 году фонд собрал пожертвований на сумму 12 млн долларов, что позволило построить в Ист-Сент-Луисе Центр Джеки Джойнер-Керси. Центр, включающий спортивную арену, рассчитанную на 1200 зрительских мест, обеспечивает ранее не удовлетворявшиеся потребности города в организации молодёжного досуга и спорта. В сотрудничестве с компаниями Comcast и Intel и Центром христианской деятельности спортсменка занималась организацией программ, в рамках которых проводилось распределение компьютеров и подписки на Интернет и создавались компьютерные клубы для малоимущих семей. В 2007 году Джойнер-Керси стала соосновательницей благотворительной организации «Спортсмены за надежду» (англ. Athletes for Hope). Она сотрудничала с министерством сельского хозяйства США, пропагандируя новые стандарты здорового питания. За благотворительную деятельность удостоена ряда общественных наград.
В 1997 году в соавторстве с Соней Степто выпустила автобиографическую книгу A Kind of Grace: The Autobiography of the World’s Greatest Female Athlete. Занимала пост председателя комиссии по спорту Сент-Луиса, владеет расположенной в Сент-Луисе фирмой Elite International, занимающейся спортивным маркетингом.

## Спортивная карьера

### Начало карьеры
Уже в школе Джеки продемонстрировала незаурядные способности в лёгкой атлетике. Первые шаги в этом спорте она сделала в общинном центре имени Мэри Э. Браун, где в 10 лет записалась в легкоатлетическую секцию. Её первым тренером стал Джорж Уорд, тренировавший легкоатлетическую сборную начальной школы имени Франклина. В дальнейшем, вплоть до последних классов средней школы, с ней работал тренер Нино Фенной. Подростком Джойнер четыре года подряд выигрывала национальное юношеское первенство по легкоатлетическому пятиборью, в предпоследнем классе, прыгнув в длину на 6 м 68 см, установила новый рекорд штата Иллинойс среди девушек, а в пятиборье в 15 лет установила национальный рекорд в своей возрастной группе. С баскетбольной командой средней школы имени Линкольна она в предпоследнем классе пробилась в финал школьного чемпионата штата, а в заключительном классе стала его победительницей. На протяжении этого сезона Джойнер набирала в среднем за игру 19,6 очка и 16,4 подбора, и её команда не проиграла за весь год ни одной игры. Она также входила в состав волейбольной сборной своей школы.
В 1980 году Джеки поступила в Калифорнийский университет в Лос-Анджелесе как спортсменка-стипендиат и стала выступать за его легкоатлетическую и баскетбольную команды. В баскетболе все четыре года учёбы входила в стартовую пятёрку сборной и набирала в среднем по 9,6 очка за игру, а позже была признана одним из 15 лучших игроков в истории университета. Напротив, тренер легкоатлетической команды университета в её способности не верил и не считал нужным их развивать. В итоге в первый год учёбы Джеки не попала в финал национального студенческого чемпионата в прыжках в длину, а в семиборье заняла только третье место. Однако в конце того же года с Джеки начал заниматься новый помощник тренера университетской сборной Боб Керси, который поощрял её развитие в семиборье. Вкоре после начала работы с Керси Джеки завоевала серебряную медаль на национальном первенстве США с результатом, превышавшим результат чемпионки страны среди студентов.
Уже в 1980 году Джойнер участвовала в национальных отборочных соревнованиях к Олимпийским играм. В 1982 году Джойнер стала чемпионкой США в семиборье с результатом 6041 очко. И в этом, и в следующем годах она также побеждала в чемпионате NCAA в этой дисциплине, становилась призёром чемпионата в прыжках в длину (второе место в 1982 году и третье годом позже) и приводила сборную своего вуза к общей победе в командном первенстве NCAA. Джеки также отобралась на чемпионат мира 1983 года в Хельсинки, но там выступила неудачно: в первый же день соревнований по семиборью она снялась из-за травмы. В том же году у неё была диагностирована бронхиальная астма. Впоследствии спортсменка иногда выступала в маске и перенесла несколько тяжёлых приступов (историк-культуролог Дженнифер Лансбери отмечает, что Джойнер принимала прописанные ей лекарства нерегулярно и обращалась к ним только когда её состояние становилось угрожающим).
В сезоне 1984 Джойнер отказалась от выступлений за баскетбольную команду, чтобы обеспечить себе попадание в олимпийскую сборную США по лёгкой атлетике. На само́й Олимпиаде в Лос-Анджелесе её выступлениям мешала травма подколенного сухожилия, но она сумела завоевать серебряную медаль в семиборье, уступив победительнице всего пять очков. Формально всё решил последний вид программы, бег на 800 метров, в котором в отсутствие восточногерманских спортсменок победительница, австралийка Глинис Нанн, опередила Джойнер примерно на 3 секунды. Однако в качестве главной причины неудачи сайт МОК называет две незасчитанных попытки в лучшем виде Джойнер — прыжке в длину. Из-за этого ей пришлось третью и последнюю попытку выполнять осторожно, что существенно снизило результат. Через два дня на соревнованиях по прыжкам в длину она осталась только пятой. На этой же Олимпиаде брат Джекки Эл Джойнер стал чемпионом в тройном прыжке, и этот успех, по её собственным воспоминаниям, оставался для неё важным мотиватором в следующие четыре года. После пропущенного учебного года она завершила обучение в университете в 1985 году.

### 1986—1988
К моменту, когда Джеки Джойнер окончила вуз, Боб Керси, выполняя обязанности университетского тренера, одновременно организовал собственный легкоатлетический клуб (World Class Track Club), спонсором которого стала компания Adidas. Среди его участников оказались не только Джеки, но и её брат, бегунья на спринтерские дистанции Флоренс Гриффит и другие перспективные легкоатлеты из числа учеников Керси. В 1986 году Джойнер выиграла чемпионат США в помещении в прыжках в длину с результатом 6 м 97 см. В июле того же года она выдвинулась на первую позицию среди семиборок мира, выиграв эту дисциплину на Играх доброй воли в Москве с новым мировым рекордом (7148 очков). Американка стала первой, кто в женском семиборье преодолел планку в 7000 очков — её результат превзошёл прежнее мировое достижение сразу на 202 очка. Менее чем через месяц на соревнованиях в Хьюстоне Джойнер улучшила уже свой собственный рекорд ещё на 13 очков. Попутно она установила новые мировые рекорды для семиборья в гладком беге на 200 м (22,85 с) и в прыжках в длину (7 м 2 см). По итогам сезона Джойнер была удостоена приза Джесси Оуэнса как лучший легкоатлет года в США и приза Джеймса Салливана, ежегодно присуждаемого лучшему спортсмену-любителю в США.
В 1987 году Джойнер-Керси стала чемпионкой США сразу в трёх дисциплинах: помимо побед в прыжках в длину и семиборье на открытом стадионе, она первенствовала также в беге на 60 м с барьерами в помещении (7,64 с). В августе она выиграла Панамериканские игры, проходившие в Индианаполисе, в прыжках в длину, повторив мировой рекорд, в это время принадлежавший Хайке Дрекслер и составлявший 7 м 45 см.
Менее чем через месяц на чемпионате мира в Риме американка выиграла соревнования по семиборью с результатом 7128 очков, оторвавшись более чем на 500 очков от серебряного призёра Ларисы Никитиной. Новый мировой рекорд не состоялся: перед последним элементом, бегом на 800 м, Джойнер-Керси опережала свой собственный график на 64 очка и могла побить рекорд с результатом 2.14 и преодолеть рубеж в 7200 очков с результатом 2.11. Однако в этот момент она почувствовала слабость и головокружение и стартовала, не успев до конца восстановиться. В результате она финишировала с результатом 2.16,29 и недобрала до рекорда 30 очков. После этого в секторе для прыжков в длину она выдержала борьбу с Хайке Дрекслер, уже завоевавшей серебро на дистанции 100 м и пропустившей соревнование на вдвое большей дистанции, чтобы подойти к прыжкам более свежей. Обе спортсменки выполнили свой третий прыжок в финале лучше прочих, но американка показала более высокий результат — 7 м 36 см (поначалу прыжок не был засчитан, поскольку судья в секторе определил заступ, однако видеоповтор показал, что носок туфли Джойнер-Керси не пересёк штрафную линию). Таким образом, она завоевала на чемпионате мира две золотых медали. Журнал Sports Illustrated вышел с фотографией Джойнер-Керси на обложке, подписанной Super Woman. В конце 1987 года она снова стала лауреаткой приза Джесси Оуэнса. Джойнер-Керси является первой в истории легкоатлеткой, удостоенной этой награды дважды.

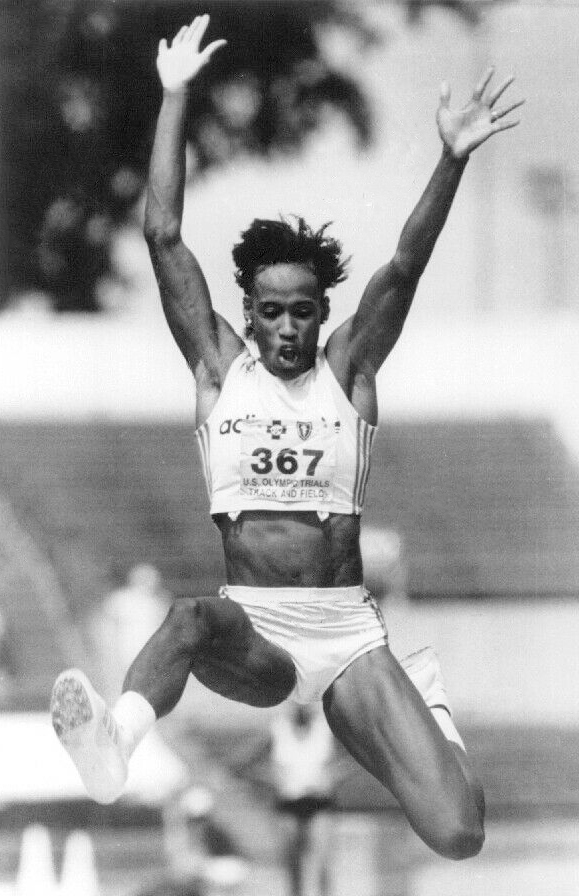
Олимпийский отбор, июль 1988, Индианаполис

В мае 1988 года на соревнованиях в Сан-Хосе Джойнер-Керси повторила национальный рекорд на дистанции 100 м с барьерами, преодолев её за 12,61 секунды. В июле на олимпийском отборе в Лос-Анджелесе она установила уже третий за карьеру рекорд в семиборье, показав результат 7215 очков, почти на тысячу очков выше, чем у второго места. Её результат включал новый мировой рекорд среди семиборок на дистанции 200 м в семиборье (22,30 с) и новые национальные рекорды в прыжке в высоту (1,93 см) и в толкании ядра (15,65 м). Это было девятое подряд соревнование по семиборью, которое она выиграла — последнее поражение она потерпела за четыре года до этого на Олимпиаде в том же городе. Через несколько дней Джойнер-Керси в финале отбора в прыжках в длину повторила свой же лучший результат — 7 м 45 см (мировой рекорд был за месяц до этого побит в Ленинграде Галиной Чистяковой). Национальный рекорд, однако, на этот раз не был бы засчитан из-за сильного попутного ветра. Этот результат она показала в своей второй попытке, а в третьей получила небольшую травму колена и оставшиеся попытки использовала менее эффективно.
К Олимпийским играм в Сеуле Джойнер-Керси подошла с таким гигантским преимуществом перед всеми конкурентками в семиборье, что Боб Керси вынужден был придумать ей воображаемую соперницу, чтобы мотивировать продолжать борьбу. Керси назвал эту вымышленную семиборку Вильгельмина Мировой Рекорд (англ. Wilhelmina World Record). Эта уловка сработала: на Олимпиаде американка обошла «Вильгельмину» на 76 очков, поставив очередной мировой рекорд — 7291 очко. На пути к этому достижению она побила также олимпийский рекорд среди семиборок на дистанции 100 м (12,69 с) и мировой рекорд среди семиборок в прыжке в длину (7 м 27 см). В последней и наименее любимой дисциплине семиборья — беге на 800 метров — спортсменка показала результат 2.08,51 и почти на секунду улучшила личное достижение, установленное за шесть лет до этого. Её суммарный результат на этих соревнованиях остаётся непобитым и 35 лет спустя. Через пять дней она, как и за год до этого на чемпионате мира, завоевала вторую золотую медаль за турнир, показав в пятой попытке в финале прыжков в длину результат 7 м 40 см, который также остаётся непобитым олимпийским рекордом. Высокие результаты были достигнуты несмотря на то, что после первого дня соревнований в семиборье американка продолжала борьбу с повреждённым сухожилием и должна была наверстать 103 очка, которые уступала собственному рекордному графику.
Выдающиеся результаты Джойнер-Керси и Гриффит-Джойнер, установившей новые рекорды на коротких дистанциях, были омрачены допинговым скандалом в мужском спринте, в результате которого свежеиспечённый олимпийский чемпион и рекордсмен мира Бен Джонсон был лишён этих регалий. Все высокие результаты в лёгкой атлетике немедленно оказались под подозрением. В отношении Джеки и Флоренс эти подозрения озвучил в частности бразильский бегун Жуакин Крус, вице-чемпион Игр на дистанции 800 метров. Указывая на физическую форму спортсменок, он сравнил Флоренс с мужчиной, а Джеки с гориллой, заявив, что такие изменения не могли произойти без помощи анаболиков. Новый олимпийский чемпион в спринте Карл Льюис требовал отстранения Боба Керси от тренерской работы, обвиняя того в том, что он всех своих подопечных «подсадил на допинг». Спринтер Даррелл Робинсон заявил в прессе, что Гриффит-Джойнер покупала у него гормональные препараты, а Керси интересовался, какие стероиды он принимает, уверяя, что «его» спортсмены делают то же самое, а также дважды передавал ему пузырьки с таблетками. Ни одно из обвинений не было подтверждено фактами, но в условиях скандала Гриффит-Джойнер приняла решение покинуть спорт. Джойнер-Керси оказалась психологически более устойчивой, чем её невестка, и продолжила участие в соревнованиях.

### 1989—1994
В начале 1989 года Джойнер-Керси успешно выступала на беговой дорожке, выиграв подряд несколько соревнований на дистанции 60 м с барьерами в помещениях и установив личный рекорд на этой дистанции (7,81 с) и национальный рекорд на дистанции 55 м с барьерами (7,37 с). Однако от участия в летнем чемпионате США она отказалась, объясняя этот шаг усталостью. В следующие два года она выигрывала чемпионат США в прыжках в длину с достаточно низкими для себя результатами (7,08 и 6,91 м соответственно), а в 1991 году стала также чемпионкой страны в семиборье, набрав 6878 очков. Помимо этого, на её счету была победа в семиборье на вторых Играх доброй воли, прошедших в 1990 году в Сиэтле.
На чемпионате мира 1991 года в Токио американка ненамного опережала Дрекслер в финале прыжков в длину, когда, выполняя четвёртую попытку, зацепила шипами туфли пластилин на доске для отталкивания и сильно подвернула правую ногу. Немка, которую с Джойнер-Керси, несмотря на соперничество, связывали дружеские отношения, была одной из первых, кто пришёл к ней на помощь, и оставалась с соперницей, пока врачи не подтвердили, что травма не слишком серьёзна. После этого, однако, оставшиеся попытки Дрекслер оказались слабыми, и Джойнер-Керси завоевала золотую медаль. В течение первого дня соревнований в семиборье чемпионка, казалось, пришла в себя и уверенно уходила от соперниц, после трёх видов программы набрав преимущество в 165 очков и уступая графику мирового рекорда только 11 очков. Однако в забеге на 200 м она усугубила травму, полученную во время прыжков в длину, и не смогла закончить выступления, покинув беговую дорожку на носилках. В её отсутствие титул завоевала ещё одна немка, Сабина Браун.
В 1992 году Джойнер-Керси показала на олимпийском отборе в семиборье результат 6695 очков. Хотя ближайшая соперница отстала от неё больше чем на 460 очков, для самой чемпионки это был худший показатель с 1985 года; Боб Керси подтвердил представителям прессы, что его жену преследуют воспоминания о прошлогодней травме. Тем не менее к Олимпийским играм она подошла, выиграв соревнования в семиборье 14 раз подряд. В первый день олимпийского турнира между Джойнер-Керси и Браун развернулась упорная борьба; в американской прессе даже появились обвинения в адрес Браун и немецкой легкоатлетической делегации в целом в попытках саботировать выступление действующей чемпионки. Немки категорически отвергли эти обвинения. Тем не менее во второй день соревнований американка наконец ушла в отрыв, лучше обычного выступив в метании копья, и в итоге в очередной раз преодолела барьер в 7000 очков. Её результат (7044 очка) был почти на 200 очков лучше, чем у завоевавшей серебряную медаль Ирины Беловой. Джойнер-Керси стала первой в истории семиборкой, дважды подряд победившей на Олимпийских играх, и второй американской легкоатлеткой после Вайомии Тайес, завоевавшей золотую медаль на двух Олимпиадах подряд. В прыжках в длину она на этот раз довольствовалась лишь бронзой, уступив не только постоянной сопернице в лице Дрекслер, но и представлявшей Объединённую команду Инессе Кравец.
В 1993 году Джойнер-Керси поехала на чемпионат мира в Штутгарте в ранге чемпионки США в обеих своих основных дисциплинах. На чемпионате она, однако, полностью отказалась от выступления в секторе для прыжков в длину, а в соревнованиях по семиборью показывала посредственные для себя результаты. Перед последним видом программы, бегом на 800 метров, Джойнер-Керси проигрывала хозяйке соревнований Сабине Браун, отличившейся в метании копья, 7 очков. Это означало, что в финальном забеге ей необходимо выиграть у Браун около 3 метров или 0,5 секунды для общей победы. Однако американка выступила даже лучше, чем требовалось, оторвавшись от Браун на втором круге и обогнав её более чем на 3 секунды. В сумме американка опередила Браун на 40 очков (6837 против 6797) — самый маленький отрыв за несколько последних лет. Эта победа в семиборье стала для Джойнер-Керси 17-й подряд, не считая соревнований, в которых она сошла с дистанции.
1994 год был ознаменован для Джойнер-Керси двойной победой в прыжках в длину в чемпионатах США: в помещениях она победила с результатом 7 м 13 см, установив национальный рекорд в залах, а на открытом воздухе прыгнула на один сантиметр дальше. К этим титулам она также добавила золотую медаль летнего чемпионата страны на дистанции 100 м с барьерами с результатом 12,88 с, став первой женщиной в истории чемпионатов США, победившей в прыжках в длину и барьерном беге. В мае Джойнер-Керси улучшила личный и национальный рекорд в прыжках в длину, показав на Нью-Йоркских играх результат 7 м 49 см — на четыре сантиметра лучше своего предыдущего достижения. В июле на соревнованиях в Сестриере (Италия) она второй раз за сезон прыгнула на 7 м 49 см; этот результат, показанный ею дважды за год, остаётся вторым за историю прыжков в длину к 2020-м годам. На Играх доброй воли в Санкт-Петербурге американку, соревновавшуюся в семиборье, едва не дисквалифицировали после предпоследнего вида программы — метания копья. Перед этим видом кто-то из болельщиков пролил пиво на снаряды, и в результате российский судья Альберт Калин обвинил лидировавшую в соревновании Джойнер-Керси в использовании липких следов на копье для улучшения сцепления с ладонью. Боб Керси потребовал от судьи извинений, которые принесены не были, но в итоге американку лишь предупредили и позволили закончить соревнования. В финальном забеге на 800 м она осталась последней и финишировала с общим результатом 6606 очков — худшим для неё с поражения на Олимпийских играх 1984 года. Тем не менее в Санкт-Петербурге и этой суммы ей хватило для победы.

### Завершение выступлений

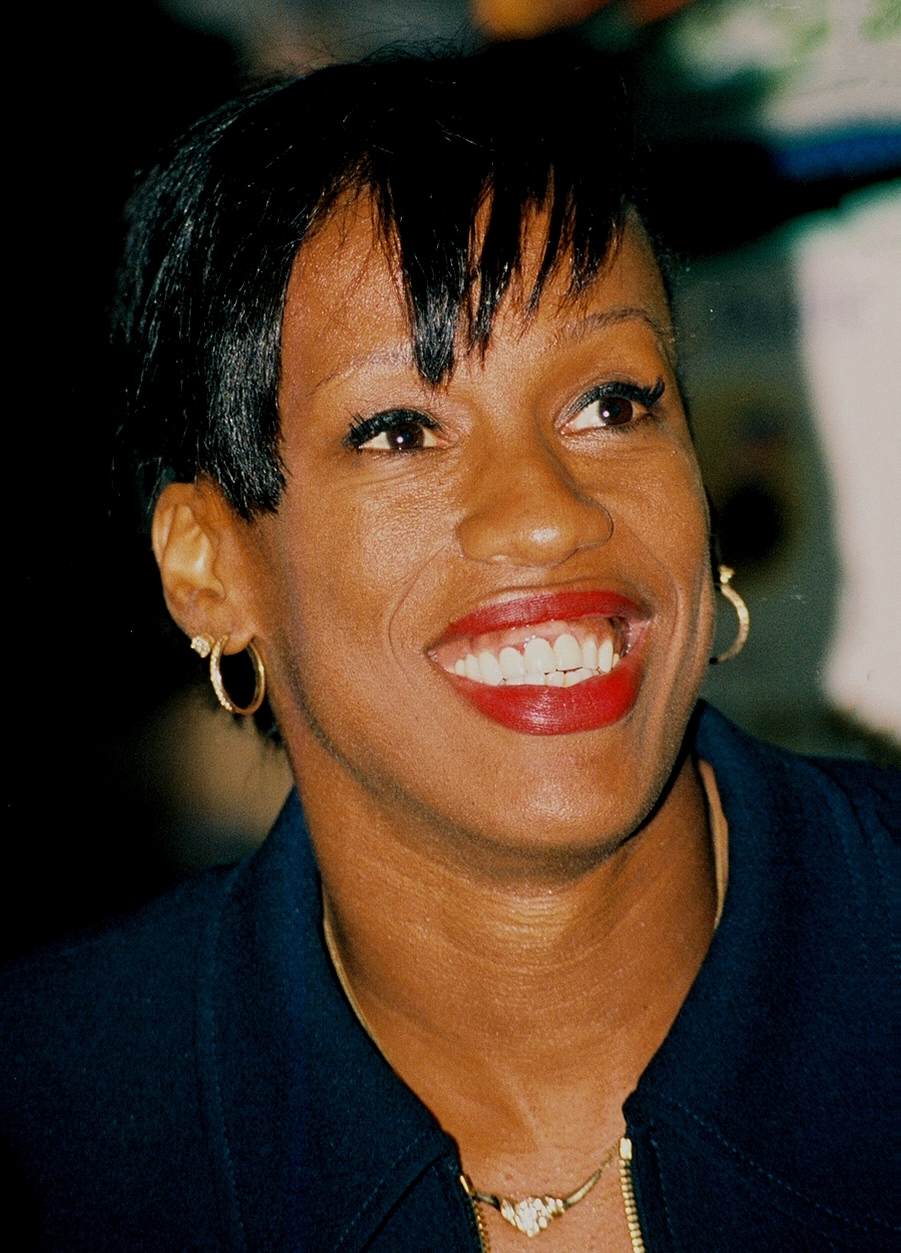
1996 год

За 1995 год Джойнер-Керси добавила к коллекции наград национальных первенств США ещё три — в прыжке в длину на зимнем чемпионате и в этой же дисциплине и семиборье на летнем. Тем не менее все эти результаты были далеки от тех, которые она показывала в лучшие годы: так, для победы в прыжках в длину в помещении оказалось достаточно прыжка на 6 м 72 см, а в семиборье — 6375 очков.
В июне 1996 года на национальном олимпийском отборе Джойнер-Керси осталась только второй в семиборье, но в прыжках в длину снова победила с результатом 7 м 4 см. Оба результата обеспечивали ей место на Играх в Атланте. На само́й Олимпиаде американка не сумела завершить соревнования в семиборье, из-за травмы правого подколенного сухожилия снявшись с них после барьерного бега. Несмотря на травму, она приняла участие во второй своей дисциплине — прыжках в длину. В финале этого вида Джойнер-Керси после пяти попыток занимала лишь седьмое место, но в последнем прыжке преодолела отметку в 7 метров и передвинулась на третью позицию. После Олимпиады она возобновила баскетбольную карьеру как игрок Американской баскетбольной лиги в составе клуба «Ричмонд Рейдж», однако уже в середине сезона покинула команду и вернулась к прыжкам в длину, приняв участие в зимних соревнованиях в помещении.
В 1998 году Джойнер вернулась в лёгкую атлетику и в четвёртый раз подряд выиграла Игры доброй воли в программе семиборья. Перед финальным забегом на 800 м она вела у второго места 46 очков, и запаса с трудом хватило, чтобы не пропустить вперёд двух других американок — Диди Нейтан и Келли Блэр-Лабаунти. Это выступление стало для неё последним в данной дисциплине. В 2000 году Джойнер-Керси приняла участие в национальном отборе к Олимпиаде в Сиднее в прыжках в длину, пытаясь попасть на пятую Олимпиаду за карьеру, но осталась лишь шестой в финальной группе и на этом завершила спортивную карьеру.

### Личные рекорды
| Дисциплина             | Открытые стадионы | Открытые стадионы    | Открытые стадионы | Помещения | Помещения         | Помещения      |
| Дисциплина             | Результат         | Место                | Дата              | Результат | Место             | Дата           |
| ---------------------- | ----------------- | -------------------- | ----------------- | --------- | ----------------- | -------------- |
| 55 м                   | -                 | -                    | -                 | 6,69      | Лос-Анджелес      | 20 января 1989 |
| 100 м                  | 12,06             | Фэрфакс, Виргиния    | 5 мая 2001        | -         | -                 | -              |
| 200 м                  | 22,30             | Индианаполис         | 15 июля 1988      | -         | -                 | -              |
| 400 м                  | 53,60             | Риети, Италия        | 2 сентября 1984   | -         | -                 | -              |
| 800 м                  | 2.08,51           | Сеул                 | 24 сентября 1988  | -         | -                 | -              |
| 50 м с барьерами       | -                 | -                    | -                 | 6,67 NR   | Рино, Невада      |                |
| 55 м с барьерами       | -                 | -                    | -                 | 7,37      | Нью-Йорк          | 3 февраля 1989 |
| 60 м с барьерами       | -                 | -                    | -                 | 7,81      | Фэрфакс, Виргиния | 5 февраля 1989 |
| 100 м с барьерами      | 12,61             | Сан-Хосе, Калифорния | 28 мая 1988       | -         | -                 | -              |
| 400 м с барьерами      | 55,05             | Брюссель             | 30 августа 1985   | -         | -                 | -              |
| Прыжок в высоту        | 1,93              | Лос-Анджелес         | 16 июня 1984      | -         | -                 | -              |
| Прыжок в длину         | 7,49 NR           | Нью-Йорк             | 22 мая 1994       | 7,13      | Атланта           | 5 марта 1994   |
| Толкание ядра          | 16,00             | Рим                  | 31 августа 1987   | -         | -                 | -              |
| Метание копья          | 43,33             | Нью-Йорк             | 22 июля 1988      | -         | -                 | -              |
| Метание копья (старое) | 50,12             | Хьюстон              | 2 августа 1986    | -         | -                 | -              |
| Семиборье              | 7291 WR           | Сеул                 | 24 сентября 1988  | -         | -                 | -              |

## Оценки и достижения
- Двукратная олимпийская чемпионка в семиборье (1988, 1992), олимпийская чемпионка в прыжках в длину (1988)[23].
  - Серебряный призёр Олимпийских игр в семиборье (1984), двукратный бронзовый призёр в прыжках в длину (1992, 1996)[23].
- Двукратная чемпионка мира в семиборье (1987, 1993), двукратная чемпионка мира в прыжках в длину (1987, 1991)[58].
- Многократная чемпионка США в семиборье и прыжках в длину, чемпионка США (1994) в беге на 100 м с барьерами[19].
  - Многократная чемпионка США в помещении в прыжках в длину и беге на 60 м с барьерами[19].
- Четырёхкратная и единственная победительница Игр доброй воли в семиборье[44].
- Чемпионка Панамериканских игр 1987 года в прыжках в длину[58].
- Победительница финала Гран-При 1995 года в прыжках в длину[58].
- Действующая обладательница мирового рекорда в семиборье, действующая обладательница национального рекорда в прыжках в длину и в беге на 50 м с барьерами[58].
- Обладательница Кубка Хонды-Бродерика как лучшая спортсменка-студентка года (1984)[20].
- Обладательница приза Джеймса Салливана как лучший спортсмен-любитель США (1986)[28].
- Спортсменка года по версии «Ассошиэйтед Пресс» (1987)[7].
- Двукратная обладательница приза Джесси Оуэнса как лучшая легкоатлетка США (1986, 1987)[31].
- Трёхкратная обладательница звания лучшего легкоатлета мира по версии журнала Track & Field News (1986, 1987, 1994)[17].
  - Этим же журналом пять раз признавалась лучшей легкоатлеткой в США (1986, 1987, 1991, 1992, 1994)[17].
- Величайшая участница летних Олимпийских игр XX века по версии «Ассошиэйтед Пресс»[59].
- Величайшая спортсменка XX века по версии журнала Sports Illustrated for Women[60].
- В 2001 году признана NCAA лучшей студенткой-спортсменкой за 25 лет[11].
- Член Зала олимпийской и паралимпийской славы США с 2004 года[11][61].
- Член Зала славы IAAF с первого года его существования (2012)[62].
- Член Залов спортивной славы Калифорнии (с 2007)[17] и Миссури (с 2018 года)[63].
- Обладательница почётных академических степеней от Миссурийского университета в Сент-Луисе[англ.][64], Вебстерского университета (Миссури)[10] и Спеллман-колледжа[англ.] (Джорджия)[65].
- Почётный игрок мужской баскетбольной команды «Гарлем Глобтроттерс» (1999)[66].

Джойнер-Керси — единственная легкоатлетка, на одних Олимпийских играх победившая в многоборье и отдельной дисциплине (прыжках в длину). Брюс Дженнер, олимпийский чемпион 1976 года в десятиборье, после Олимпиады 1992 года назвал Джойнер-Керси величайшим легкоатлетом в истории вне зависимости от пола.
Поскольку две лучших легкоатлетки США второй половины 1980-х годов породнились, пресса часто их сравнивала, всячески подчёркивая различия в их стиле. В отличие от своей невестки Флоренс, уделявшей много внимания собственной внешности не только в повседневной жизни, но и во время соревнований, Джойнер-Керси как спортсменка была полностью сосредоточена на результатах и женственную сторону своей личности демонстрировала только в свободное от состязаний время. Журналисты, уделявшие много внимания внешности Флоренс, её гламурному стилю и экспериментам с гардеробом, ожидали чего-то подобного и от Джойнер-Керси, но та отвечала, что после изнурительных соревнований на солнцепёке не может выглядеть так, как будто только что вышла из салона красоты.